# Carlsberg Challenge
Carlsberg Challenge (другие названия — Carling Challenge, Fosters Professional) — пригласительный снукерный турнир, проходивший в 1980-х годах в Ирландии.
В турнире принимали участие 4 профессиональных игроков, соревнование начиналось с нокаут-раунда. Carlsberg Challenge был организован как телевизионный турнир, и игры проводились телецентре RTE в Дублине. Чемпионом первых двух розыгрышей стал Джимми Уайт; он же был в финале и третьего по счёту турнира, однако проиграл Деннису Тейлору. Ещё через год главный спонсор, Carlsberg, решил передать финансовую поддержку соревнования другому бренду, Carling. А в 1988 году турнир снова поменял название (на Fosters Professional) из-за очередной смены спонсора. Этот же год стал последним в истории соревнования.

## Победители
| Год  | Победитель    | Финалист      | Счёт | Приз победителю |
| ---- | ------------- | ------------- | ---- | --------------- |
| 1984 | Джимми Уайт   | Тони Ноулз    | 9:7  | £ 7 500         |
| 1985 | Джимми Уайт   | Алекс Хиггинс | 8:3  | £ 11 000        |
| 1986 | Деннис Тейлор | Джимми Уайт   | 8:3  | £ 12 000        |
| 1987 | Деннис Тейлор | Джо Джонсон   | 8:5  | £ 12 500        |
| 1988 | Майк Халлетт  | Стивен Хендри | 8:5  | £ 12 500        |